# Alcionacis
|  | No s'ha de confondre amb Alcyonaria. |

Els alcionacis (Alcyonacea) són un ordre d'antozous octocoral·lis que inclou els coralls tous i les gorgònies, abans considerats ordres separats. No produeixen esquelets de carbonat de calci i ni fan esculls. Contenen elements petits esquelètics anomenats esclerites. Molts fan servir les zooxantel·les (algues simbiòtiques) com a principal font d'energia però també mengen plàncton.
Es fan servir en aquaris on creixen ràpidament.

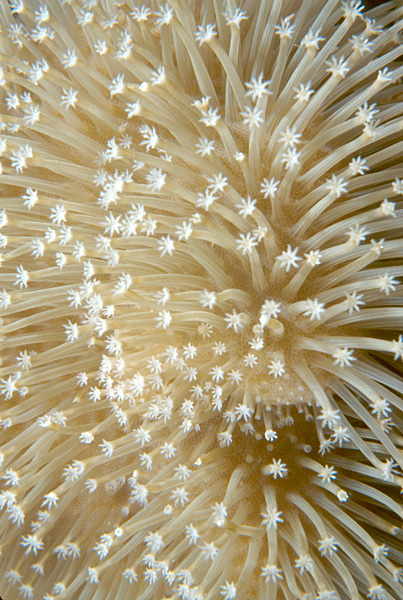
A Palau, mostrant els pòlips.
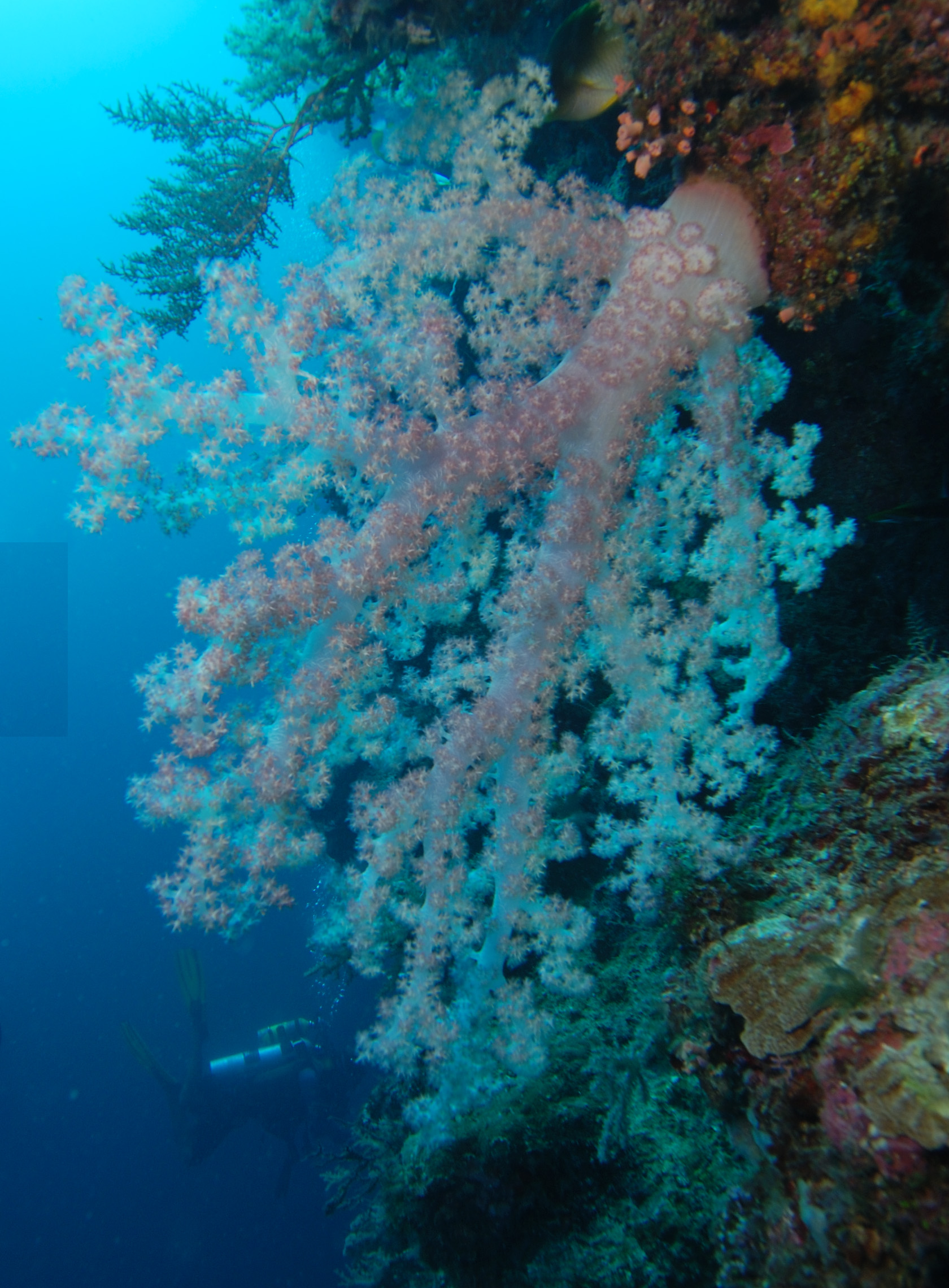
Dendronephtya klunzingeri a Borneo (Layang Layang)
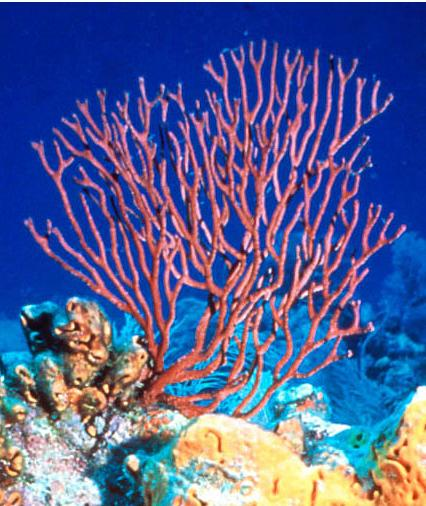
Una gorgònia